# Dobronín (nádraží)
Dobronín (německy Dobrenz) je železniční stanice v západní části obce Dobronín v Kraji Vysočina v okrese Jihlava nedaleko Zlatého potoka. Leží na jednokolejných tratích Havlíčkův Brod – Veselí nad Lužnicí a Dobronín–Polná (pravidelná osobní doprava ukončena roku 1982). Stanice je elektrizovaná (25 kV, 50 Hz AC, trať 225).

## Historie
Stanice byla vybudována jakožto součást Rakouské severozápadní dráhy (ÖNWB) spojující Vídeň a Berlín, autorem univerzalizované podoby stanic pro celou dráhu byl architekt Carl Schlimp. 25. ledna 1871 byl s místním nádražím uveden do provozu celý nový úsek trasy z Jihlavy do Havlíčkova Brodu, odkud mohly vlaky po již dokončené trati pokračovat do Kolína. 17. listopadu 1904  z Dobronína otevřela společnost Místní dráha Polná-Štoky – Polná město  šestikilometrovou železniční trať do Polné, kde trať končila. Provoz na místní dráze zajišťovala ÖNWB. 
Po zestátnění ÖNWB v roce 1908 pak obsluhovala stanici jedna společnost, Císařsko-královské státní dráhy (kkStB), po roce 1918 pak správu přebraly Československé státní dráhy, místní dráha byla zestátněna až roku 1925.
22. května 1982 byla zastavena pravidelná přeprava cestujících do Polné. Od roku 2011 se na trati příležitostně konaly jízdy turistických vlaků.

## Popis
Nádražím prochází jednokolejná trať, jednotlivá nástupiště jsou nekrytá s přístupem přechodem přes koleje. Elektrický provoz ve stanici byl zahájen 30. prosince 1965.